# Metropolregion Asheville
Die Metropolregion Asheville (engl.: Asheville metropolitan area) ist eine Metropolregion im Westen des US-Bundesstaates North Carolina. Sie stellt eine durch das Office of Management and Budget definierte Metropolitan Statistical Area (MSA) dar und umfasst die Countys Buncombe, Henderson und Madison. Den Mittelpunkt (engl. "principal city") des Verdichtungsgebietes stellt die Stadt Asheville dar.
Zum Zeitpunkt der Volkszählung von 2020 hatte das Gebiet 469.015 Einwohner. Allerdings wurde zu diesem Zeitpunkt noch zusätzlich das westlich angrenzende Haywood County (siehe Karte) als Teil der MSA definiert, welches dem Gebiet seit Juli 2023 nicht mehr angehört.